# Distretto di Chengguan (Lhasa)
Chengguan (城關區T; 城关区S; Chéngguān QūP) è il distretto della prefettura-città di Lhasa nella Regione Autonoma del Tibet.
Nel 1999 il distretto contava 138.267 abitanti per una superficie totale di 525 km². Il suo nome significa letteralmente "distretto del passo cittadino", riferendosi alla sua posizione, incastonata tra due catene montuose.

## Centri abitati
- Kündeling 公德林街道 (sottodistretto)
- Zaxi 扎细街道 (sottodistretto)
- Jibenggang 吉崩岗街道 (sottodistretto)
- Bakuo 八廓街道 (sottodistretto) (sottodistretto)
- Jiri 吉日街道
- Chongsaikang 冲赛康街道 (sottodistretto)
- Caigongtang 蔡公堂乡 (comune)
- Najin 纳金乡 (comune)
- Nianre 娘热乡 (comune)
- Duode 夺底乡 (comune)